# San Zenone al Po
San Zenone al Po (lombardul: San Zanón) település Olaszországban, Lombardia régióban, Pavia megyében. Lakosainak száma 543 fő (2023. január 1.). San Zenone al Po Arena Po, Spessa, Costa de’ Nobili és Zerbo községekkel határos.

## Népesség
A település lakossága az elmúlt években az alábbi módon változott:
| Lakosok száma | 587  | 583  | 543  |
|               | 2017 | 2018 | 2023 |